# ZAZ 966/968
Les ZAZ 966 et ZAZ 968 sont deux automobiles produites par le constructeur ukrainien ZAZ à Zaparojie, en Ukraine. La 966 a remplacé la ZAZ 965 en 1965 et cèdera sa place en 1970 à la 968, vendue également sous le nom d’Eliette (en Autriche), qui perdurera jusqu’en 1994.

## La 966
Très tôt, la direction de ZAZ pense à la succession de son modèle 965. Le premier prototype roule en 1961, et la présentation officielle de la ZAZ 966 V a lieu en 1965. Très inspirée par la NSU Prinz 4, la 966, produite dès 1966, mesure 3,73m de long pour 1,54m de large, et n’a donc a priori plus rien à voir avec son aînée. Mais le moteur de 887 cm³ reste le même. Surnommée « longues oreilles » en référence aux large prises d’air situées au-dessus des roues arrière, la ZAZ atteint 110 km/h.
Elle est présentée en 1968 au Salon de Bruxelles sous le nom de Yalta 1000, avec sous le capot arrière un 4 cylindres en ligne 956 cm³, alors monté sur les Renault 8 ! En octobre de la même année, elle sera également présentée au Salon de Paris, cette fois avec un nouveau V4 1196 cm³, développant 40 ch. Elle devient alors ZAZ 966 B. Si l’importation en France n’aura pas lieu, quelques exemplaires seront vendus au Benelux et en Autriche.

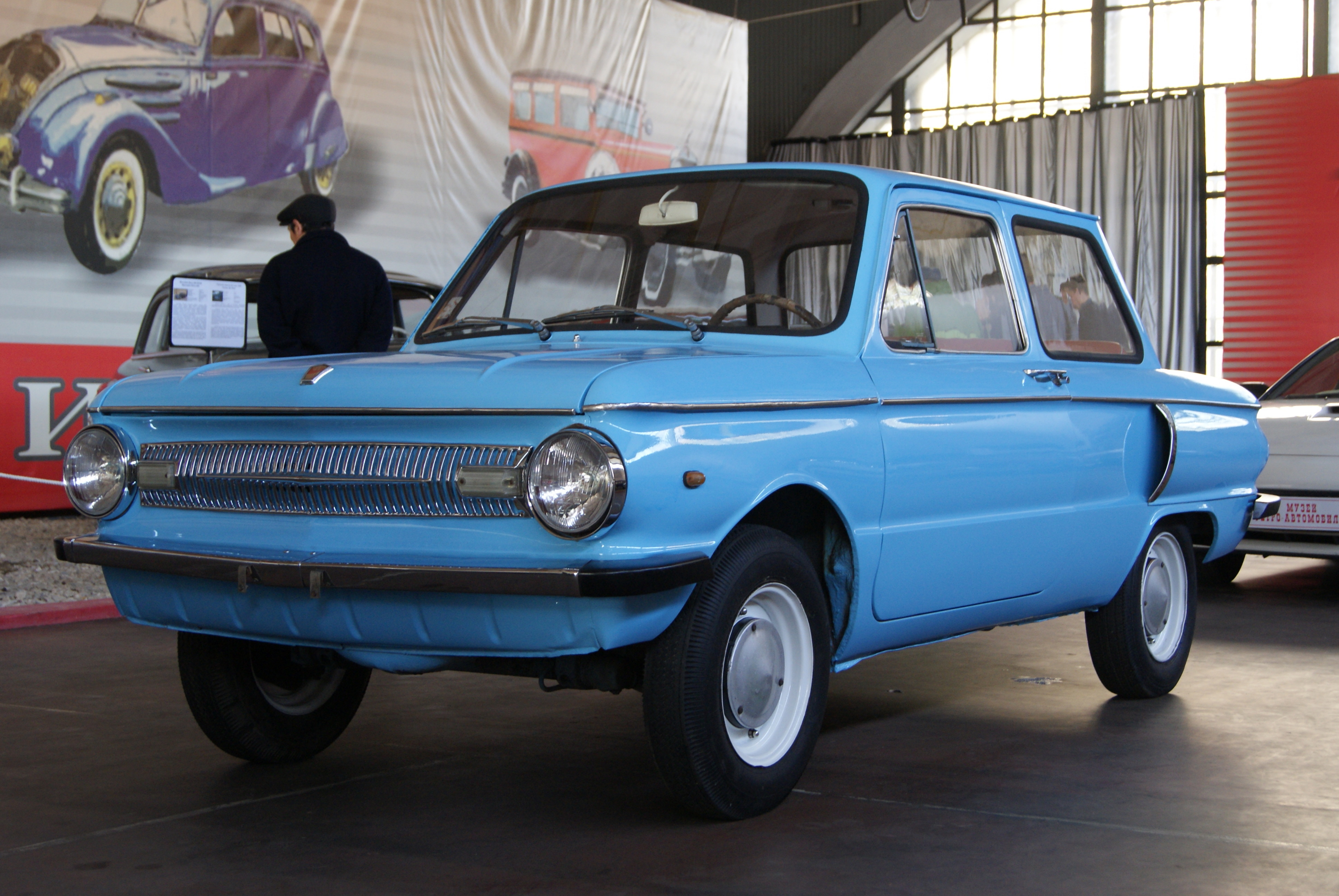
ZAZ-966, vue avant

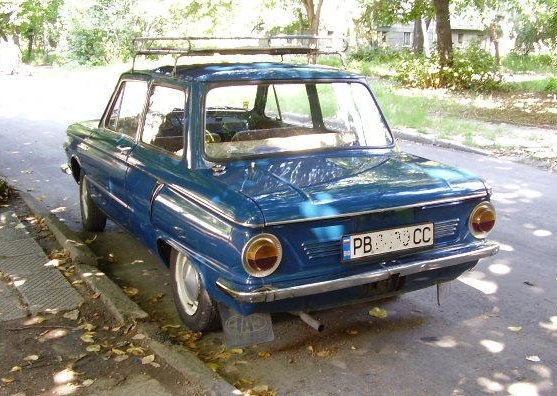
ZAZ-966, vue arrière

La 966 cède sa place en septembre 1970 à la ZAZ 968.

## La 968
La 968 apparaît en septembre 1970. Elle propose un nouveau moteur de 48 ch, lui permettant d’atteindre 120 km/h et une baguette chromée remplaçant la fausse calandre sur la face avant.
En 1974, la 968 A se veut plus moderne en matière de sécurité : colonne de direction déformable, antivol, points d’ancrage de ceintures de sécurité… L’année suivante, l’habitacle est modernisé, la coque renforcée, on note l’apparition d’un double circuit de freinage et d’un nouveau carburateur.
En 1979, la 968 M remplace la 968 A. À l’arrière, les prises d’air ont été remplacées par de simples grilles, les feux sont désormais rectangulaires, le tableau de bord est nouveau, les pare-chocs sont noirs et à l’avant, le trait de chrome laisse place à une baguette noire, encadrée par deux clignotants. La petite ZAZ atteint désormais 130 km/h, et ses accélérations ont été améliorées de 50 %. Cette version ne connaîtra pas de changements majeurs dans sa carrière et sera produite jusqu’en mai 1994.
Entre 1960 et 1994, ce ne sont pas moins de 3 millions de ZAZ à moteur arrière qui sont sorties de l’usine de Zaparojie, avec des pics à 150 000 voitures par an dans les années 80.

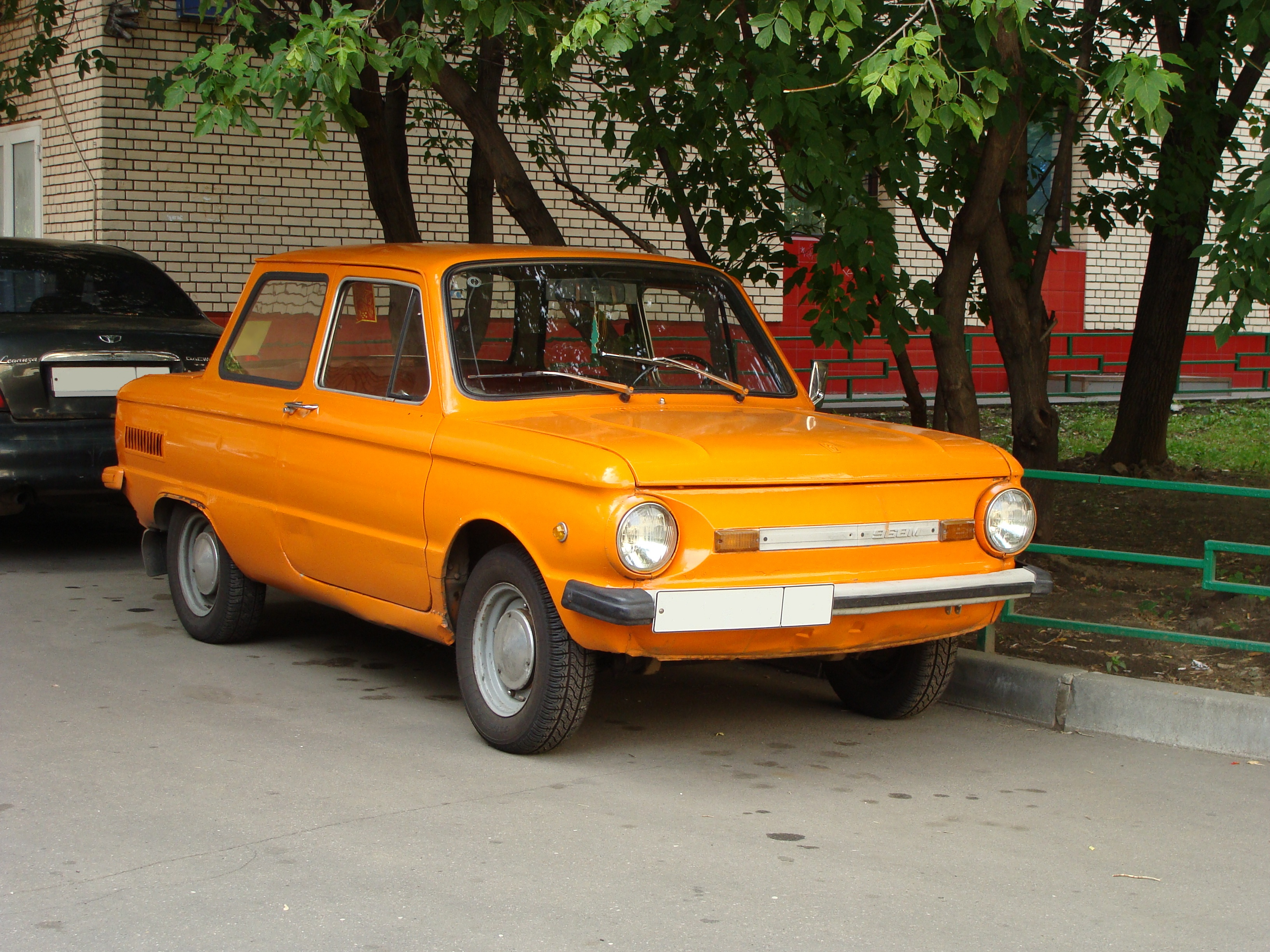
ZAZ-968М, vue avant

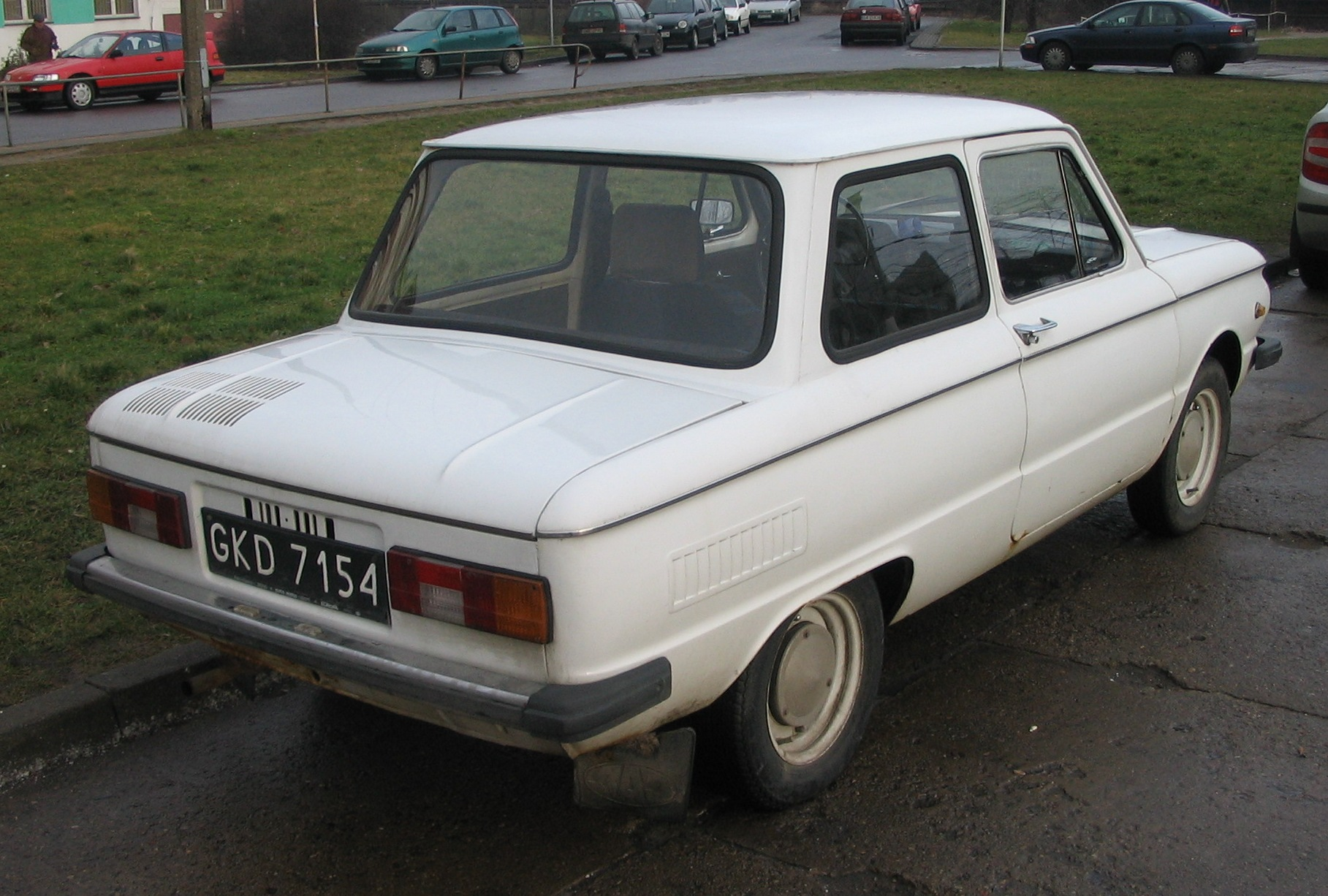
ZAZ-968M, vue arrière

## Sources
- Voitures des pays de l'Est, Bernard Vermeylen, E-T-A-I